# Ácido cinâmico
O ácido cinâmico apresenta-se quando puro como um pó branco cristalino, insolúvel em hexano. É obtido do óleo de canela (principalmente seu éster etílico, mais volátil) ou sintetizado em laboratório. Também é sintetizado nos organismos vivos a partir da fenilalanina.
Ele e seus compostos são utilizado na indústria de perfumes e como fungicida.